# Quasipuer colon
Quasipuer colon är en fjärilsart som beskrevs av Hugo Theodor Christoph 1881. Quasipuer colon ingår i släktet Quasipuer och familjen mott. Inga underarter finns listade i Catalogue of Life.